# Kjell-Erik Ståhl
Kjell-Erik Bertil Ståhl (Ljungby, 17 februari 1946 – 5 augustus 2025) was een Zweedse langeafstandsloper, die gespecialiseerd was in de marathon. Hij behoorde tot de beste Zweedse marathonlopers aller tijden. Hij had het nationale record in handen van 1983 tot ver in 2019 en werd zesmaal Zweeds kampioen in deze discipline. Hij vertegenwoordigde zijn land bij verschillende grote internationale wedstrijden, zoals de wereld- en Europese kampioenschappen. Ook nam hij tweemaal deel aan de Olympische Spelen, maar won hierbij geen medailles.

## Biografie
In de jaren zeventig deed Ståhl aan oriëntatielopen, maar besloot te investeren in de marathon, hetgeen een succesvolle beslissing was. Hij liep 101 marathons, waarvan 70 races binnen de 2 uur en 20 minuten.
In 1980 maakte hij op 34-jarige leeftijd zijn olympisch debuut. Op de Olympische Spelen van Moskou kwam hij uit op de marathon. Met een tijd van 2:17.44 eindigde hij op een negentiende plaats. Vier jaar later op de Olympische Spelen van Los Angeles moest hij voor de finish opgeven.
Op de EK van 1982 in Athene eindigde Ståhl met 2:20.36 op een tiende plaats. Een jaar later nam hij deel aan de WK in Helsinki. Dit was de eerste keer dat de wereldkampioenschappen gehouden werden. Met een persoonlijk record van 2:10.38 eindigde hij op een tiende plaats overall. Deze tijd was tevens goed voor een verbetering van het nationale record. In 1994 nam hij deel aan de EK in Athene, maar moest voor de finish opgeven.
In zijn actieve tijd was Ståhl aangesloten bij Hässleholms AIS, KA 2 IF (Karlskrona) en Enhörna IF (Södertälje).
Hij overleed op 79-jarige leeftijd.

## Titels
- Zweeds kampioen 25 km - 1978
- Zweeds kampioen marathon - 1979, 1981, 1982, 1983, 1986, 1989

## Persoonlijk record
| Onderdeel | Prestatie       | Datum            | Plaats   |
| --------- | --------------- | ---------------- | -------- |
| marathon  | 2:10.38 (ex-NR) | 14 augustus 1983 | Helsinki |

## Palmares

### 10.000 m
- 1996: 7?e Zweedse kamp. in Karlskrona - 31.42,61

### halve marathon
- 1980:  halve marathon van Göteborg - 1:08.16
- 1987: 7e halve marathon van Egmond - 1:11.57

### 25 km
- 1978:  Zweedse kamp. in Eslöv - 1:17.33
- 1979:  Zweedse kamp. in Kil - 1:18.52
- 1981: 4e Zweedse kamp. in Malmö - 1:18.28

### marathon
- 1979:  Zweedse kamp. Östhammar (tevens Nordic kamp.) - 2:16.49 (3e overall)
- 1979: 28e marathon van New York - 2:20.18
- 1980: 7e marathon van Miami - 2:25.32
- 1980: 12e marathon van Chemnitz - 2:16.20
- 1980: 19e OS - 2:17.44
- 1980:  marathon van Stockholm - 2:18.26
- 1980: 9e marathon van Montreal - 2:17.02
- 1980: 8e marathon van Columbus - 2:18.00
- 1980: 5e marathon van Honolulu - 2:20.47
- 1981: 10e marathon van Miami - 2:18.42
- 1981:  marathon van Frankfurt - 2:13.20
- 1981:  Zweedse kamp. in Stockholm - 2:17.04 (1e overall)
- 1981:  marathon van Örebro - 2:15.10
- 1981: 5e marathon van Stockholm - 2:19.36
- 1981: 14e marathon van Agen - 2:19.20
- 1981:  marathon van Peking - 2:15.20
- 1981: 12e marathon van New York - 2:13.31,1 (parcours te kort)
- 1981: 12e marathon van Fukuoka - 2:14.13
- 1981:  marathon van Honolulu - 2:17.40
- 1982: 5e marathon van Miami - 2:14.35
- 1982: 4e marathon van Beppu - 2:17.16
- 1982: 8e marathon van Rome - 2:15.24 (parcours te kort)
- 1982: 5e marathon van Boston - 2:12.47
- 1982:  marathon van Rotterdam - 2:16.05
- 1982:  Zweedse kamp. in Stockholm - 2:19.21 (1e overall)
- 1982:  marathon van Kopenhagen - 2:19.20
- 1982:  marathon van Orebro - 2:12.55
- 1982:  marathon van Rio de Janeiro - 2:18.43
- 1982: 10e EK - 2:20.36
- 1982: 23e marathon van Chicago - 2:19.54
- 1982:  marathon van Columbus - 2:20.26
- 1982: 15e marathon van New York - 2:15.02
- 1982:  marathon van Honolulu - 2:17.57
- 1983: 5e marathon van Miami - 2:19.23
- 1983: 14e marathon van Tokio - 2:15.14
- 1983:  marathon van Barcelona - 2:16.51
- 1983:  marathon van Bremen - 2:12.38
- 1983:  marathon van München - 2:13.33
- 1983:  Zweedse kamp. in Stockholm - 2:12.49 (5e overall)
- 1983:  marathon van Örebro - 2:15.02
- 1983: 4e WK - 2:10.38
- 1983:  marathon van Antwerpen - 2:13.48
- 1983:  marathon van Peking - 2:20.35
- 1983: 21e marathon van Chicago - 2:19.14
- 1984:  marathon van Manila - 2:19.24
- 1984: 23e marathon van Tokio - 2:16.57
- 1984:  marathon van Bremen - 2:13.47
- 1984:  marathon van Svanstein - 2:18.51
- 1984:  marathon van Oslo - 2:13.01
- 1984:  marathon van Seoel - 2:13.57
- 1984: 8e marathon van Chicago - 2:14.16
- 1984:  marathon van Sacramento - 2:12.00
- 1984: 4e marathon van Honolulu - 2:18.46
- 1984: DNF OS
- 1985: 11e marathon van Auckland - 2:24.57
- 1985: 26e marathon van Londen - 2:16.46
- 1985: 5e marathon van Frankfurt - 2:14.50
- 1986: 7e marathon van Los Angeles - 2:19.20
- 1986: 22e marathon van Londen - 2:16.00
- 1986: 9e marathon van Jersey City - 2:16.54
- 1986:  Zweedse kamp. in Stockholm - 2:12.33 (1e overall)
- 1986: 9e EK - 2:13.14
- 1986:  marathon van Oslo - 2:14.59
- 1986: 18e marathon van Saint Paul - 2:18.33
- 1987: 19e marathon van Stockholm - 2:26.58
- 1987: 7e marathon van Duluth - 2:19.22
- 1987: 8e marathon van Saint Paul - 2:18.01
- 1987: 11e marathon van Columbus - 2:20.23
- 1987:  marathon van Melbourne - 2:21.39
- 1987: 7e marathon van Honolulu - 2:31.07
- 1988: 12e marathon van München - 2:21.50
- 1988: 11e marathon van Stockholm - 2:19.43
- 1988: 9e marathon van Duluth - 2:25.14
- 1988:  marathon van Montreal - 2:18.43
- 1988: 9e marathon van Saint Paul - 2:19.59
- 1988: 7e marathon van Honolulu - 2:25.49
- 1989: 23e marathon van Houston - 2:23.12
- 1989:  Zweeds kamp. in Stockholm - 2:15.07 (4e overall)
- 1989:  marathon van Duluth - 2:18.43
- 1989: 26e marathon van Saint Paul - 2:24.51
- 1989: 11e marathon van Honolulu - 2:25.24
- 1990: 17e marathon van Boston - 2:16.19
- 1990: 7e marathon van Stockholm - 2:18.18
- 1990: 7e marathon van Duluth - 2:21.29
- 1990: 7e marathon van Puteaux - 2:16.08
- 1990:  marathon van Singapore - 2:24.41
- 1991: 5e marathon van Stockholm - 2:16.58
- 1991: 22e marathon van Berlijn - 2:15.51
- 1991: 8e marathon van Macau - 2:24.09
- 1992:  marathon van Las Vegas - 2:17.27
- 1992: 23e marathon van Puteaux - 2:19.11
- 1994: 16e marathon van Stockholm - 2:20.07
- 1994: 22e marathon van Saint Paul - 2:21.09
- 1994: DNF EK
- 1995: 16e marathon van Stockholm - 2:19.47
- 1996: 6e marathon van Valencia - 2:25.00
- 1996: 16e marathon van Stockholm - 2:24.26
- 1996: 23e marathon van Saint Paul - 2:27.06
- 1997: 21e marathon van Stockholm - 2:31.21
- 1997: 18e marathon van Saint Paul - 2:26.34
- 1998: 14e marathon van Stockholm - 2:26.23

### veldlopen
- 1979: 170e WK in Limerick - onbekende tijd

1. ↑  Kjell-Erik Ståhl overleden. Hardloopnieuws (8 augustus 2025).
2. ↑  (sv) Kjell-Erik Ståhl har gått ur tiden. Runner's World (8 augustus 2025).